# Ignaz Reder
Johann Ignaz Reder (* 10. Juli 1746 in Mellrichstadt; † 30. August 1796 bei Bad Neustadt) war ein Physikus und Widerstandskämpfer aus Mellrichstadt. 

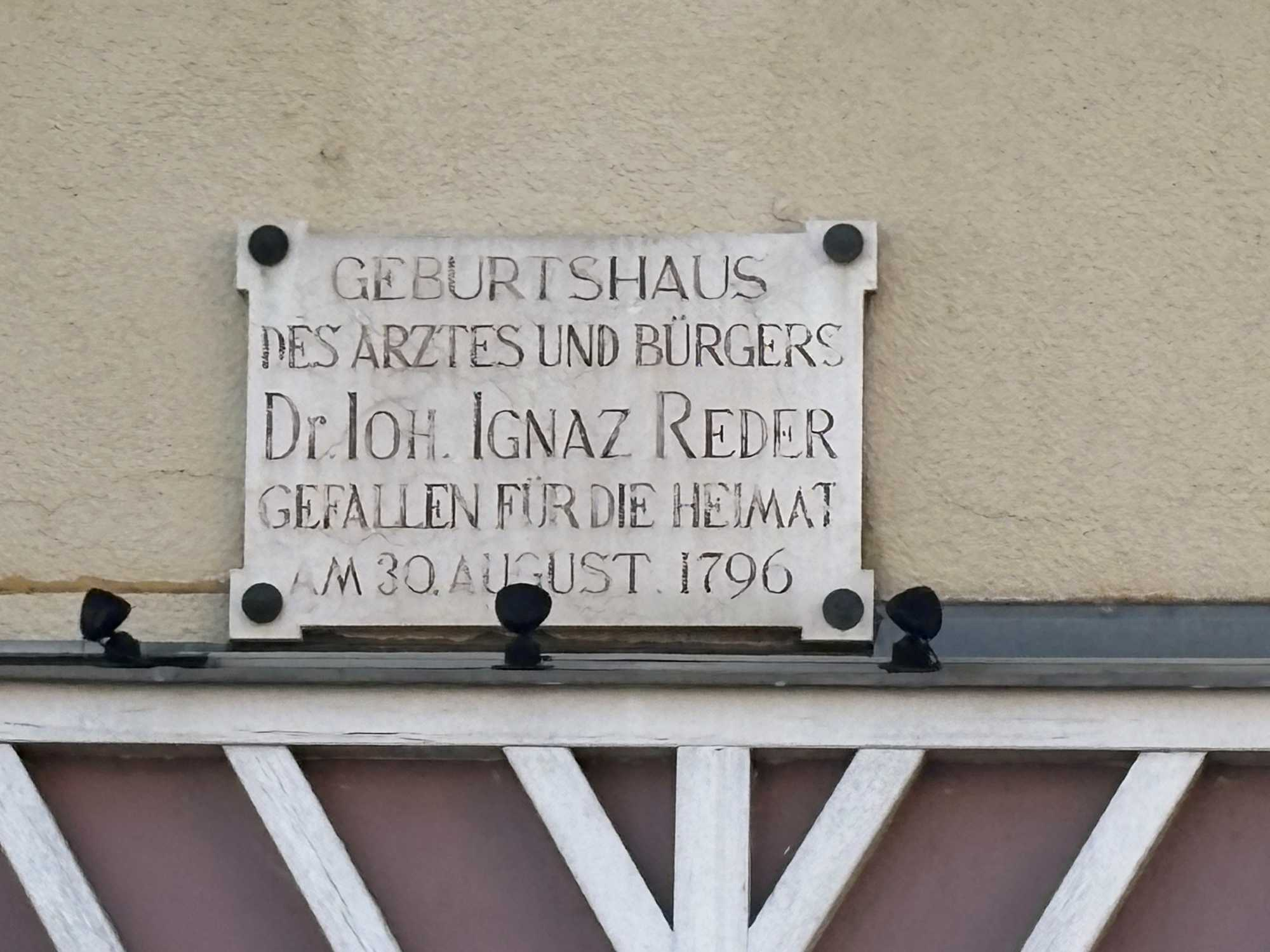
Tafel am Geburtshaus Reders in Mellrichstadt

## Leben
Reder besuchte das Gymnasium in Münnerstadt. Im Anschluss studierte er in Fulda und Köln. Ab 1786 studierte er Mathematik in Würzburg. Dort kam er in Kontakt mit Carl Caspar von Siebold, der ihn für das Studium der Medizin gewann. Seine Studien setzte er in Heidelberg, Gießen, Marburg, Halle, Wittenberg, Göttingen, Erfurt, Padua und Venedig fort. Nach Abschluss des Studiums kehrte Reder zurück nach Mellrichstadt. 1773 wird er in Erfurt zum Doktor ernannt mit einer Arbeit über eine Epidemie 1770–1772 in Mellrichstadt, an deren Bekämpfung er selbst mitwirkte. 1775 ging er die Ehe mit Maria Barbara Hack ein, aus dieser Ehe stammen vier Kinder. Durch die kostenlose Behandlung und darüber hinaus der finanziellen Unterstützung mittelloser Patienten zog er sich rasch den Argwohn seiner Berufskollegen zu. 1784 wurde er nach eigenen finanziellen Schwierigkeiten vom Würzburger Fürstbischof Franz Ludwig von Erthal zum Landphysikus in Neustadt an der Saale ernannt. 1791 folgte eine Berufung nach Bocklet, diese lehnte Reder aber ab und kehrte nach Mellrichstadt zurück.

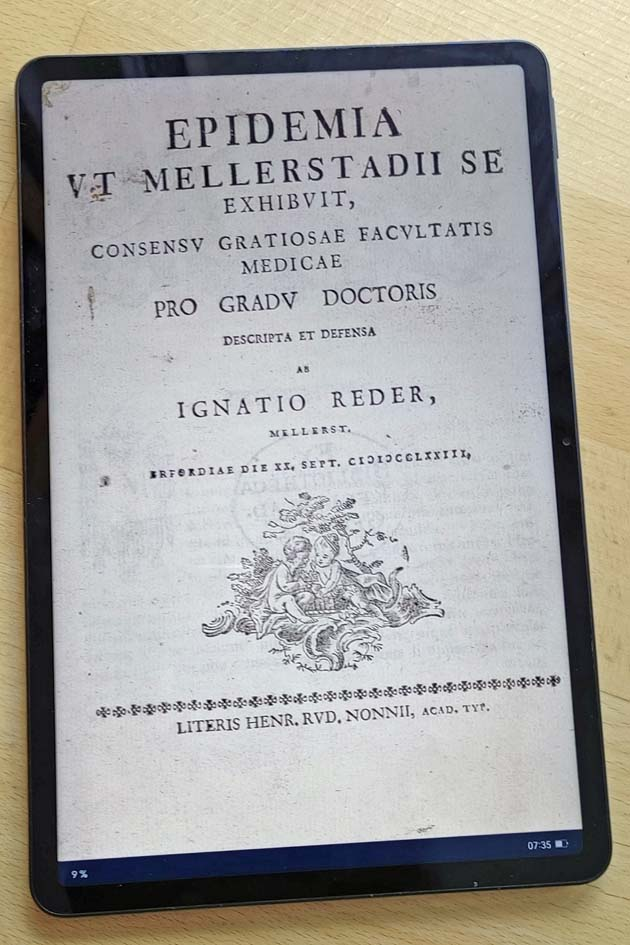
"Epidemia vt Mellerstadii se exhibvit" von Ignaz Reder als PDF der Uni Göttingen auf einem Pad

Als 1796 revolutionäre französische Truppen nach der Schlacht bei Amberg plündernd durch das Tal der Streu zogen, stellten sich einige Kämpfer unter Führung von Ignaz Reder, der gut französisch sprach, am 29. August 1796 den Franzosen entgegen. Als Ansprache an seine kleine Schar an Mitstreitern werden von ihm folgende Worte überliefert:

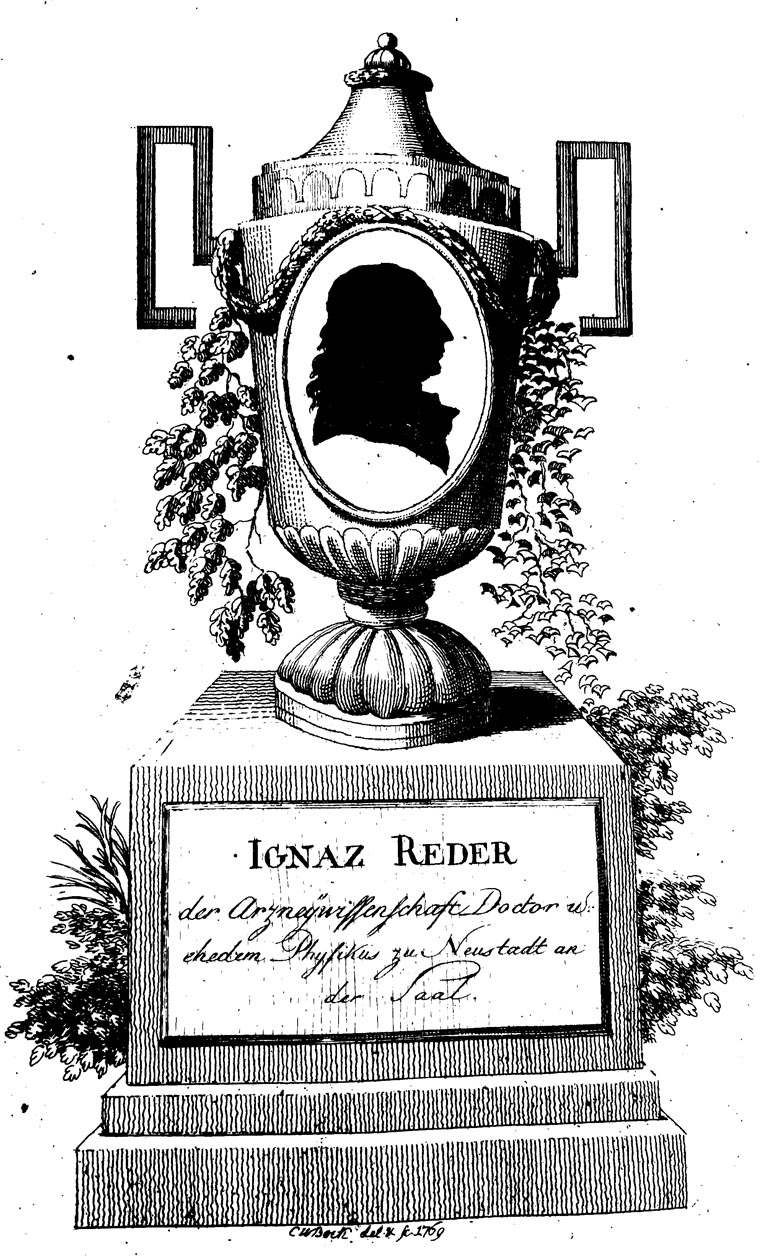
Ignaz Reder (1797)

„Laßt uns dem Feind zeigen, daß wir keine feigen Dulderschafe sind, sondern wahre Deutsche, welche zum Schutze ihres Vaterlandes gerne und mutvoll sich dem Frevler entgegenstellen und lieber sterben, als mit Beschimpfung ihrer Ehre und mit dem Verluste ihres Eigentums länger leben wollen! Der gute Gott wird unsere Waffen segnen!“

Im Laufe der Scharmützel fiel Ignaz Reder am Fuße des Altenbergs, in der Nähe des heutigen Bad Neustadt, auf dem er mit seiner Truppe Stellung bezogen hatte. Es wird berichtet, dass er sich von der Anhöhe hinabwagte, um einem französischen Jäger seine Stiefel zurückzugeben, die ein Mellrichstädter Bauer diesem entwendet hatte. In Folge dieser Gutmütigkeit konnte er nicht mehr rechtzeitig auf den Berg gelangen und wurde nach einem kurzen Wortgefecht von drei nachfolgenden Franzosen mit zwei Schüssen ins Herz getötet. Reders Leiche soll mehrere Tage unbekleidet an Ort und Stelle verblieben sein, bis ihn Bauern dort begruben. Seine Witwe ließ seine Gebeine später nach Herschfeld übertragen. Dort erinnert eine Gedenktafel mit einer Beschreibung der Geschehnisse in der alten Kirche von Herschfeld an Reder. Am Ort des Geschehens soll sich noch bis 1870 ein Gedenkstein befunden haben, der von den Bewohnern Herschfelds jedoch im Zuge des Deutsch-Französischen Krieges aus Angst vor Vergeltungsmaßnahmen der Franzosen bei einem eventuell unglücklichen Ausgang des Krieges in die Saale geworfen worden sein soll. Der Würzburger Fürstbischof sprach Reders Witwe eine lebenslängliche Rente von 300 Gulden jährlich zu. Ein Bericht über den Tod Reders findet sich auch im Knopf des Kirchturmes in Salz.

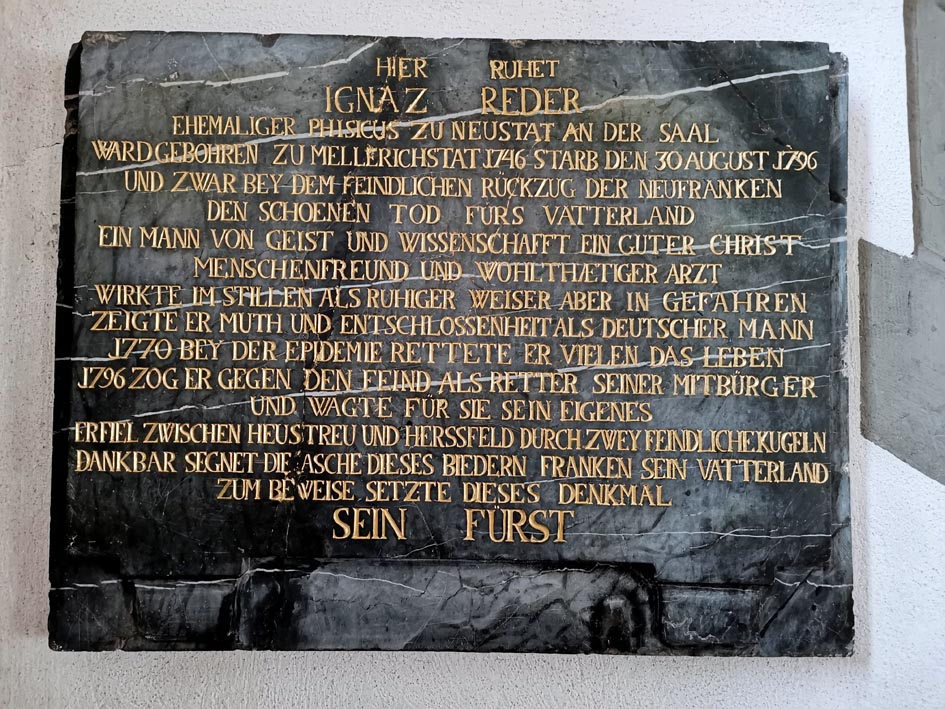
Gedenktafel von Reders Grab in Herschfeld

Reder zu Ehren errichtete der Rhönklub 1897 auf dem Altenberg an herausragender Stelle ein weithin sichtbares, ca. 15 Meter hohes Kreuz, das Rederkreuz. Das Kreuz wurde 1927 in einem Märzsturm zerstört und am 2. Oktober 1928 erneut aufgerichtet. Die Realschule Mellrichstadt trägt den Namen Ignaz-Reder-Realschule. Zudem findet sich sein Name in mehreren Straßennamen der Umgebung.
Reders Geburtshaus befindet sich in der Hauptstraße 43 in Mellrichstadt, ehemals Stadtapotheke, heute Optik/Hoergeraete Jahn. Über dem rechten Schaufenster befindet sich eine Hinweistafel.
Eine Tochter Reders, Anna Maria Christina, heiratete 1803 den Würzburger Bibliothekar und Bayerischen Landtagsabgeordneten Anton Ruland. Daneben hatte er drei Söhne. Reders Sohn Franziskus Martin hinterließ zwei Söhne, einer wurde Artillerieoberst in München, der andere wurde ebenfalls Arzt in Mellrichstadt.

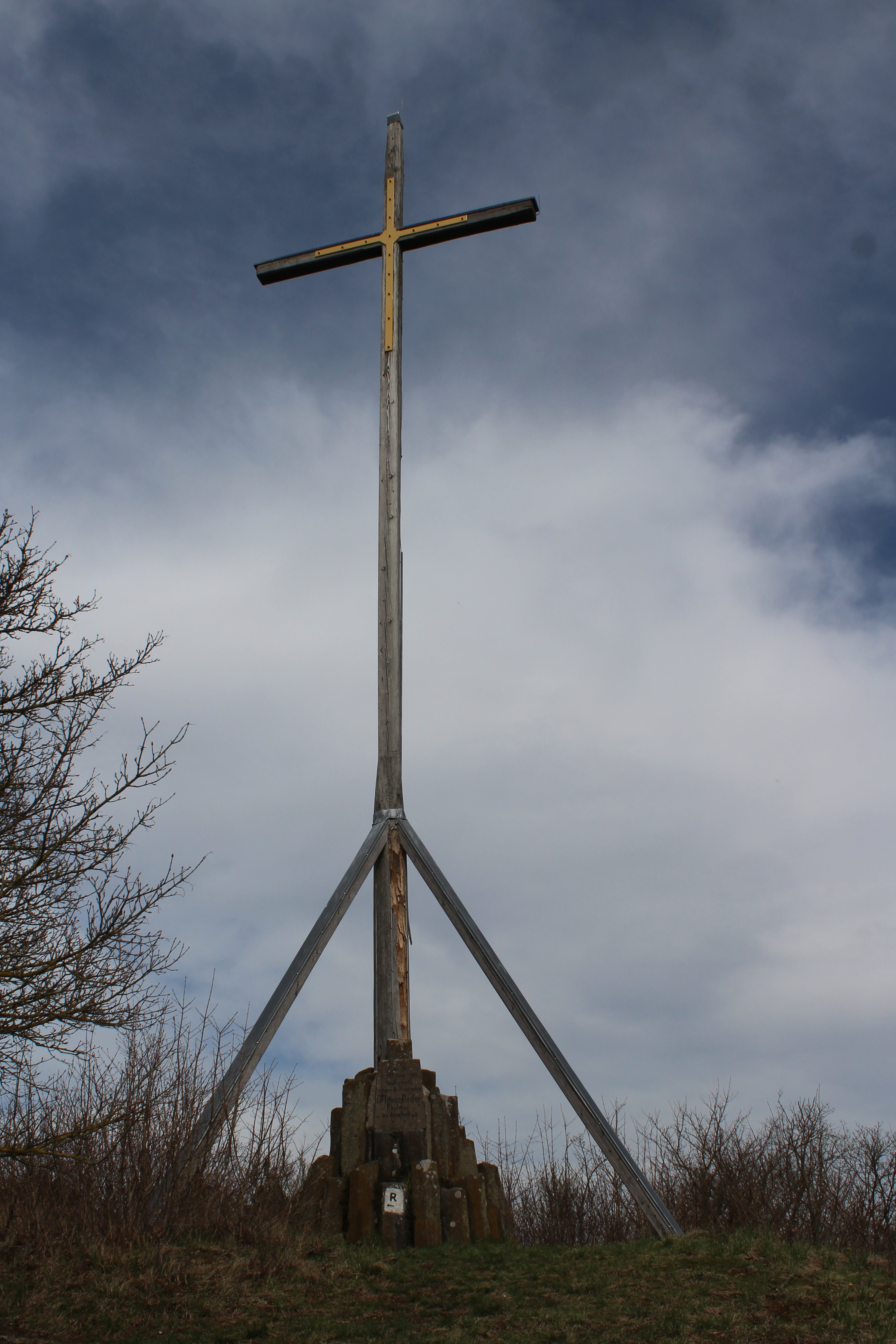
Rederkreuz

## Schriften
- Epidemia ut Mellerstadii se exhibuit, Erfurt 1773.
- Der Gasnerische Teufel unter den Handgriffen eines Geistlichen, Arztes, und Freydenkers, Eisenach 1777.
- Anonym (vmtl. Ignaz Reder), Arbeit und Lohn der auf dem Lande angestellten Aerzte, Frankfurt und Leipzig 1789.
- Der Tod in Töpfen, zur Warnung für diejenigen, die gesund seyn wollen; Oder: Von der verkehrten Sorge für die Gesundheit, Ein Lesebuch für Leute, Die keine Aerzte sind, Hildburghausen 1790.